# Bülent Ecevit

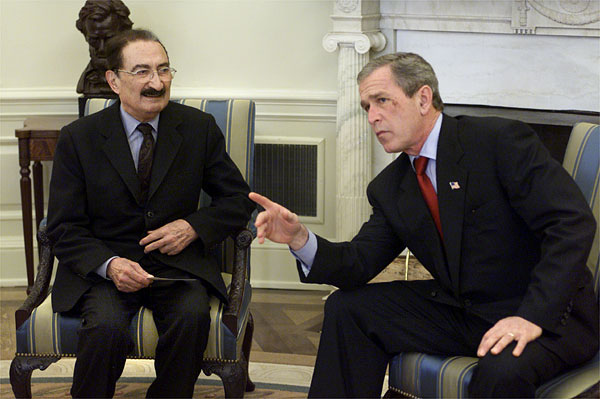
Bülent Ecevit i George W. Bush (2002)

Mustafa Bülent Ecevit (ur. 28 maja 1925 w Stambule, zm. 5 listopada 2006 w Ankarze) – turecki polityk, dziennikarz, tłumacz i poeta, lider Republikańskiej Partii Ludowej oraz Partii Lewicy Demokratycznej, deputowany, minister i wicepremier, czterokrotnie premier Turcji (1974, 1977, 1978–1979, 1999–2002).

## Życiorys
Syn polityka Fahriego Ecevit oraz malarki Nazlı Ecevit. W 1944 ukończył anglojęzyczną szkołę Robert College w Stambule. Kształcił się następnie w zakresie anglistyki na Uniwersytecie w Ankarze, nie kończąc tych studiów. Pracował zawodowo od połowy lat 40., był tłumaczem w głównej dyrekcji prasy, następnie zatrudniony jako attaché prasowy w ambasadzie Turcji w Londynie. Od 1950 zajmował się dziennikarstwem, był związany głównie z gazetą „Ulus” należącą do Republikańskiej Partii Ludowej (CHP). W 1957 jako stypendysta Fundacji Rockefellera przebywał na Uniwersytecie Harvarda. W późniejszych latach publikował zbiory swoich wierszy oraz wydawał w formie książkowej eseje. Zajmował się też tłumaczeniami (m.in. twórczości T.S. Eliota) oraz prowadzeniem wykładów na uniwersytetach.
W 1957 po raz pierwszy uzyskał mandat deputowanego do Wielkiego Zgromadzenia Narodowego Turcji. Odnawiał go w pięciu kolejnych wyborach, zasiadając w parlamencie do 1980. W 1959 dołączył do władz centralnych CHP, kierował jej strukturami w prowinicji Zonguldak. Od listopada 1961 do lutego 1965 pełnił funkcję ministra pracy w rządzie İsmeta İnönü, doprowadził wówczas do uchwalenia przepisów przyznających prawo do strajku. W 1966 wszedł w skład sekretariatu generalnego partii; odszedł z tego gremium w 1971, krytykując lidera tej formacji İsmeta İnönü. W 1972 pokonał go w partyjnym głosowaniu, obejmując funkcję przewodniczącego CHP. Na czele tego ugrupowania stał do 1980.
Republikanie zajęli pierwsze miejsce w wyborach w 1973. W styczniu 1974 Bülent Ecevit objął urząd premiera (w ramach koalicji z islamistami Necmettina Erbakana). W lipcu tegoż roku, w reakcji na współorganizowany przez grecką juntę zamach stanu na Cyprze, zarządził inwazję na tę wyspę, która doprowadziła do zajęcia jej północnej części. Powodzenie tej operacji skłoniło go do próby doprowadzenia do przedterminowych wyborów. W rezultacie w listopadzie tegoż roku ustąpił z funkcji premiera. Ostatecznie do wyborów jednak nie doszło, a w marcu 1975 nową koalicję rządową zorganizował jego ówczesny główny przeciwnik polityczny Süleyman Demirel. Lider CHP ponownie zajmował stanowisko premiera od czerwca do lipca 1977 (w ramach monopartyjnego gabinetu) oraz od stycznia 1978 do listopada 1979 (przy wsparciu dwóch małych stronnictw politycznych). W latach 70. podejmowano próby zamachów na jego życie; do jednej z nich doszło w 1976 podczas wizyty polityka w Stanach Zjednoczonych, gdy został zaatakowany przez Greka cypryjskiego.
Pod koniec lat 70. Turcja zmagała się z kryzysem gospodarczym, bezrobociem i inflacją, a także z przemocą polityczną ze strony środowisk skrajnej lewicy i skrajnej prawicy. We wrześniu 1980 tureccy wojskowi przejęli władzę, dokonując zamachu stanu. Bülent Ecevit wraz z innymi liderami politycznymi został osadzony w bazie wojskowej koło Gallipoli. Zwolniono go w październiku tegoż roku, ustąpił następnie z kierowania partią. Ponownie zajmował się dziennikarstwem, publikował teksty, w których domagał się przywrócenia demokracji. Doprowadziło to do trzech procesów sądowych, był też czasowo więziony (od grudnia 1981 do lutego 1982, w kwietniu 1982 i od sierpnia do października 1982). Został objęty pozbawieniem praw publicznych na dziesięć lat, w konsekwencji nie mógł kandydować w wyborach z 1983. W 1985 grupa jego zwolenników powołała Partię Lewicy Demokratycznej (DSP), na czele której stanęła jego żona Rahşan Ecevit. W 1986 Bülent Ecevit został uniewinniony w dwóch procesach dotyczących naruszenia zakazu działalności politycznej, a w następnym roku na skutek referendum konstytucyjnego zakaz ten został zniesiony. W listopadzie 1987 stanął na czele DSP, która w wyborach w tymże miesiącu nie przekroczyła wyborczego progu. Odszedł z funkcji przewodniczącego partii w marcu 1988, jednak powrócił na nią w styczniu 1989.
W wyniku wyborów z 1991 ponownie zasiadł w parlamencie, na deputowanego był wybierany następnie w 1995 i 1999. W 1997 został wicepremierem i ministrem stanu w rządzie Mesuta Yılmaza z Partii Ojczyźnianej (ANAP); pełnił te funkcje do 1999. W listopadzie 1998 DSP przyłączyła się do opozycji, wspierając wotum nieufności wobec premiera. W styczniu 1999 Bülent Ecevit przy wsparciu swojego dawnego konkurenta i ówczesnego prezydenta Süleymana Demirela powrócił na urząd premiera, stając na czele monopartyjnego rządu. Zarządził ofensywę policyjną i wojskową przeciwko Partii Pracujących Kurdystanu, w następnym miesiącu w Kenii ujęto przywódcę PKK Abdullaha Öcalana. Przyczyniło się to do zwycięstwa DSP w wyborach w 1999; w maju polityk powołał swój kolejny gabinet z udziałem nacjonalistów i ANAP. W okresie tego rządu PKK ogłosiła rezygnację z walki zbrojnej. Turcja zmagała się natomiast wówczas z recesją i wysoką inflacją. Rząd prowadził negocjacje akcesyjne z Unią Europejską, w parlamencie przeforsowano zniesienie kary śmierci w trakcie pokoju. Bülent Ecevit zmagał się w tym czasie z problemami zdrowotnymi, a także z problemami w swojej partii, w której doszło do rozłamu. Ostatecznie zgodził się w 2002 na przedterminowe wybory, w wyniku których DSP znalazła się poza parlamentem. W listopadzie tegoż roku polityk zakończył pełnienie funkcji premiera, a w 2004 ustąpił z kierowania partią.
W maju 2006 doznał krwotoku śródmózgowego, po którym był utrzymywany w śpiączce farmakologicznej do czasu swojej śmierci.